# NGC 4421
NGC 4421 é uma galáxia espiral barrada (SB0-a) localizada na direcção da constelação de Coma Berenices. Possui uma declinação de +15° 27' 39" e uma ascensão recta de 12 horas, 27 minutos e 02,5 segundos.
A galáxia NGC 4421 foi descoberta em 21 de Março de 1784 por William Herschel.